# Papilio karna
Espèce
Papilio karna est une espèce de lépidoptères (papillons) de la famille des Papilionidae. Elle est présente en Indonésie et aux Philippines. La chenille se nourrit de plantes des genres Euodia et Citrus.

## Description
L'espèce mesure entre 9 et 14 cm d'envergure. A l'avers les ailes antérieures et postérieures sont noires saupoudrées d'écailles vertes irisées. Les ailes postérieures portent une large macule bleu-vert, une ocelle rose sur le bord intérieur et sont prolongées par des queues. Au revers les ailes sont brun foncé. Les ailes antérieures portent une large bande grisâtre et les ailes postérieures présentent une série de lunules roses dans la partie marginale, ainsi qu'une ocelle rose sur le bord intérieur.

## Écologie
La femelle pond ses œufs sur les espèces des genres Citrus et Euodia,. Les chenilles passent par cinq stades. Comme tous les Papilionides les chenilles portent derrière la tête un osmeterium, organe fourchu qui émet une substance malodorante. Arrivée à maturité la chenille se change en chrysalide sur une branche. La chrysalide est maintenue à la verticale par une ceinture de soie. À Palawan les femelles adultes restent à proximité de la plante hôte tandis que les mâles se rassemblent autour des points d'eau.

## Habitat
L'espèce vit dans les forêts tropicales humides. Elle est présente sur l'île de Palawan aux Philippines et sur les îles de Sumatra, Bornéo et Java en Indonésie.

## Systématique
Cette espèce a été décrite pour la première fois en 1864 par Cajetan von Felder et son fils Rudolf Felder dans Um die Erde in den Jahren 1857, 1858, 1859 unter den Befehlen des Commodore B. von W.

### Sous-espèces
- P. k. karna (ouest de Java, Mt. Gedé)
- P. k. discordia  (nord-est de Sumatra)
- P. k. carnatus  (nord de Bornéo)
- P. k. irauana (Palawan)

## Papilio karnaet l'Homme

### Menaces et conservation
L'espèce ne fait pas l'objet d'une évaluation par l'UICN. En 1985 elle était considérée comme peu commune à Palawan sans être menacée.